# 張自超
张自超（1654年—1718年），字彝叹，江苏高淳县张家垛人。清康熙间经学家、诗人。

## 生平
幼年丧父，耕读事母。康熙四十二年（1703年）中进士，以母老不为官。康熙五十四年（1715年），主杭州万松书院讲席。康熙五十六年（1717年），徐元梦任工部尚书，特以「经学笃行」举荐。康熙五十七年（1718），自超奉诏入都，行至山东茌平县病卒。
著有《春秋宗朱辩义》、《沧溪涩音集》等。